# Marcel Halstenberg
Marcel Halstenberg (Laatzen, Baja Sajonia, 27 de septiembre de 1991) es un futbolista alemán que juega en la demarcación de defensa para el SV Germania Grasdorf de la Kreisliga.

## Selección nacional
El 10 de noviembre de 2017 el seleccionador Joachim Löw le convocó para disputar un partido amistoso contra Inglaterra. Llegó a disputar los 90 minutos de un encuentro que finalizó con un resultado de empate a cero.

### Goles internacionales
| # | Fecha                   | Estadio                                  | Oponente          | Gol | Resultado | Competición                 |
| - | ----------------------- | ---------------------------------------- | ----------------- | --- | --------- | --------------------------- |
| 1 | 9 de septiembre de 2019 | Windsor Park, Belfast, Irlanda del Norte | Irlanda del Norte | 0-1 | 0–2       | Clasificación Eurocopa 2020 |

## Estadísticas

### Clubes
Actualizado al último partido disputado el 3 de junio de 2023.
| Club                            | Div.          | Temporada     | Liga  | Liga  | Copas nacionales | Copas nacionales | Copas internacionales | Copas internacionales | Total | Total |
| Club                            | Div.          | Temporada     | Part. | Goles | Part.            | Goles            | Part.                 | Goles                 | Part. | Goles |
| ------------------------------- | ------------- | ------------- | ----- | ----- | ---------------- | ---------------- | --------------------- | --------------------- | ----- | ----- |
| Hannover 96 II · Alemania       | 4.ª           | 2010-11       | 19    | 0     | —                | —                | —                     | —                     | 19    | 0     |
| Hannover 96 II · Alemania       | Total club    | Total club    | 19    | 0     | 0                | 0                | 0                     | 0                     | 19    | 0     |
| Borussia Dortmund II · Alemania | 4.ª           | 2011-12       | 32    | 3     | —                | —                | —                     | —                     | 32    | 3     |
| Borussia Dortmund II · Alemania | 3.ª           | 2012-13       | 36    | 3     | —                | —                | —                     | —                     | 36    | 3     |
| Borussia Dortmund II · Alemania | Total club    | Total club    | 68    | 6     | 0                | 0                | 0                     | 0                     | 68    | 6     |
| F. C. San Pauli · Alemania      | 2.ª           | 2013-14       | 31    | 1     | 1                | 0                | —                     | —                     | 32    | 1     |
| F. C. San Pauli II · Alemania   | 4.ª           | 2014-15       | 2     | 0     | —                | —                | —                     | —                     | 2     | 0     |
| F. C. San Pauli II · Alemania   | Total club    | Total club    | 2     | 0     | 0                | 0                | 0                     | 0                     | 2     | 0     |
| F. C. San Pauli · Alemania      | 2.ª           | 2014-15       | 20    | 3     | 0                | 0                | —                     | —                     | 20    | 3     |
| F. C. San Pauli · Alemania      | 2.ª           | 2015-16       | 3     | 2     | 0                | 0                | —                     | —                     | 3     | 2     |
| F. C. San Pauli · Alemania      | Total club    | Total club    | 54    | 6     | 1                | 0                | 0                     | 0                     | 55    | 6     |
| R. B. Leipzig · Alemania        | 2.ª           | 2015-16       | 24    | 2     | 1                | 0                | —                     | —                     | 25    | 2     |
| R. B. Leipzig · Alemania        | 1.ª           | 2016-17       | 30    | 0     | 1                | 0                | —                     | —                     | 31    | 0     |
| R. B. Leipzig · Alemania        | 1.ª           | 2017-18       | 15    | 2     | 2                | 0                | 6                     | 0                     | 23    | 2     |
| R. B. Leipzig · Alemania        | 1.ª           | 2018-19       | 28    | 3     | 5                | 1                | 4                     | 0                     | 37    | 4     |
| R. B. Leipzig · Alemania        | 1.ª           | 2019-20       | 29    | 3     | 2                | 0                | 7                     | 0                     | 38    | 3     |
| R. B. Leipzig · Alemania        | 1.ª           | 2020-21       | 24    | 2     | 4                | 0                | 3                     | 0                     | 31    | 2     |
| R. B. Leipzig · Alemania        | 1.ª           | 2021-22       | 8     | 1     | 3                | 0                | 4                     | 0                     | 15    | 1     |
| R. B. Leipzig · Alemania        | 1.ª           | 2022-23       | 31    | 1     | 5                | 1                | 4                     | 0                     | 40    | 2     |
| R. B. Leipzig · Alemania        | Total club    | Total club    | 189   | 14    | 23               | 2                | 35                    | 0                     | 247   | 16    |
| Hannover 96 · Alemania          | 2.ª           | 2023-24       | 0     | 0     | 0                | 0                | —                     | —                     | 0     | 0     |
| Hannover 96 · Alemania          | Total club    | Total club    | 0     | 0     | 0                | 0                | 0                     | 0                     | 0     | 0     |
| Total carrera                   | Total carrera | Total carrera | 332   | 26    | 24               | 2                | 35                    | 0                     | 391   | 28    |

## Palmarés

### Títulos nacionales
| Título           | Club          | País     | Año  |
| ---------------- | ------------- | -------- | ---- |
| Copa de Alemania | R. B. Leipzig | Alemania | 2022 |
| Copa de Alemania | R. B. Leipzig | Alemania | 2023 |